# Our Hero, Balthazar
Our Hero, Balthazar ist ein Filmdrama und das Spielfilmdebüt von Oscar Boyson. Der Film mit Jaeden Martell, Asa Butterfield, Jennifer Ehle und Noah Centineo feierte im Juni 2025 beim Tribeca Film Festival seine Premiere.

## Handlung
Balthy stammt aus einer wohlhabenden Familie, lebt in einem Hochhaus im New Yorker County Westchester und besucht eine Privatschule in Manhattan. Dort hat ein privater Dienstleister mit den Schülern trainiert, wie sie sich im Falle eines Amoklaufes verhalten müssen. Balthy fühlt sich zu seiner aktivistischen Klassenkameradin Eleanor hingezogen und dreht daher dramatische Videos, um diese zu beeindrucken. Seine Mutter Nicole hat mit einem Politiker eine Affäre und verlässt für das Wochenende, an dem Balthy Geburtstag hat, die Stadt, um diesen zu treffen. Ihr Sohn stellt einfach auf den Namen seines Vaters Schecks aus und bleibt alleine zuhause.
Als Balthy bei Instagram ein Video postet, um gegenüber den Opfern eines Schulmassakers in Arkansas City sein Mitgefühl zum Ausdruck zu bringen, erhält er zahlreiche Kommentare. Einer von diesen stammt von einem User namens „deathdealer_16“, der behauptet, selbst ein Amokläufer zu sein, und Balthy beginnt mit dem Incel zu kommunizieren. Er glaubt, so ein weiteres Massaker zu verhindern.
Der junge Mann mit den blondierten Haaren heißt eigentlich Solomon, lebt bei seiner alkoholkranken Großmutter in Texas und arbeitet in einem Supermarkt. Balthy gibt sich ihm gegenüber als Online-Sex-Bot aus, um sein Interesse zu erregen und seinen Wohnort in Erfahrung zu bringen. Er begibt sich auf eine unüberlegte Reise nach Texas, um Solomon zur Rede zu stellen.

## Produktion
Regie führte Oscar Boyson, der gemeinsam mit Ricky Camilleri auch das Drehbuch schrieb. Es handelt sich bei Our Hero, Balthazar nach einigen Kurzfilmen um Boysons Spielfilmdebüt. Als Produzent war er unter anderem für die Filme Good Time und Der schwarze Diamant von Benny und Josh Safdie tätig.
Jaeden Martell, bekannt aus St. Vincent und der Stephen-King-Verfilmung Es, spielt in der Titelrolle Balthazar, der gerne Balthy genannt wird, und Pippa A. Knowles seine Klassenkameradin Eleanor, zu der er sich hingezogen fühlt. Der Brite Asa Butterfield spielt den Incel Solomon. Jennifer Ehle ist in der Rolle von Balthys Mutter Nicole zu sehen und David M. Raine als ein Politiker, mit dem diese eine Affäre hat. Becky Ann Baker spielt Solomons alkoholkranke Großmutter und Anna Baryshnikov seine Arbeitskollegin. Noah Centineo, bekannt durch Filme wie To All the Boys I’ve Loved Before, spielt Balthys Lebensberater Anthony. Das Casting übernahm Matthew Glasner.
Kameramann Christopher Messina war zuletzt für If I Had Legs I’d Kick You von Mary Bronstein tätig.
Der New Yorker Filmkomponist James William Blades, der auf Synthesizer setzte, arbeite zuletzt für den Film BLKNWS: Terms & Conditions.
Die Premiere des Films war am 8. Juni 2025 beim Tribeca Film Festival.

## Rezeption
Von den bei Rotten Tomatoes aufgeführten Kritiken sind alle positiv.

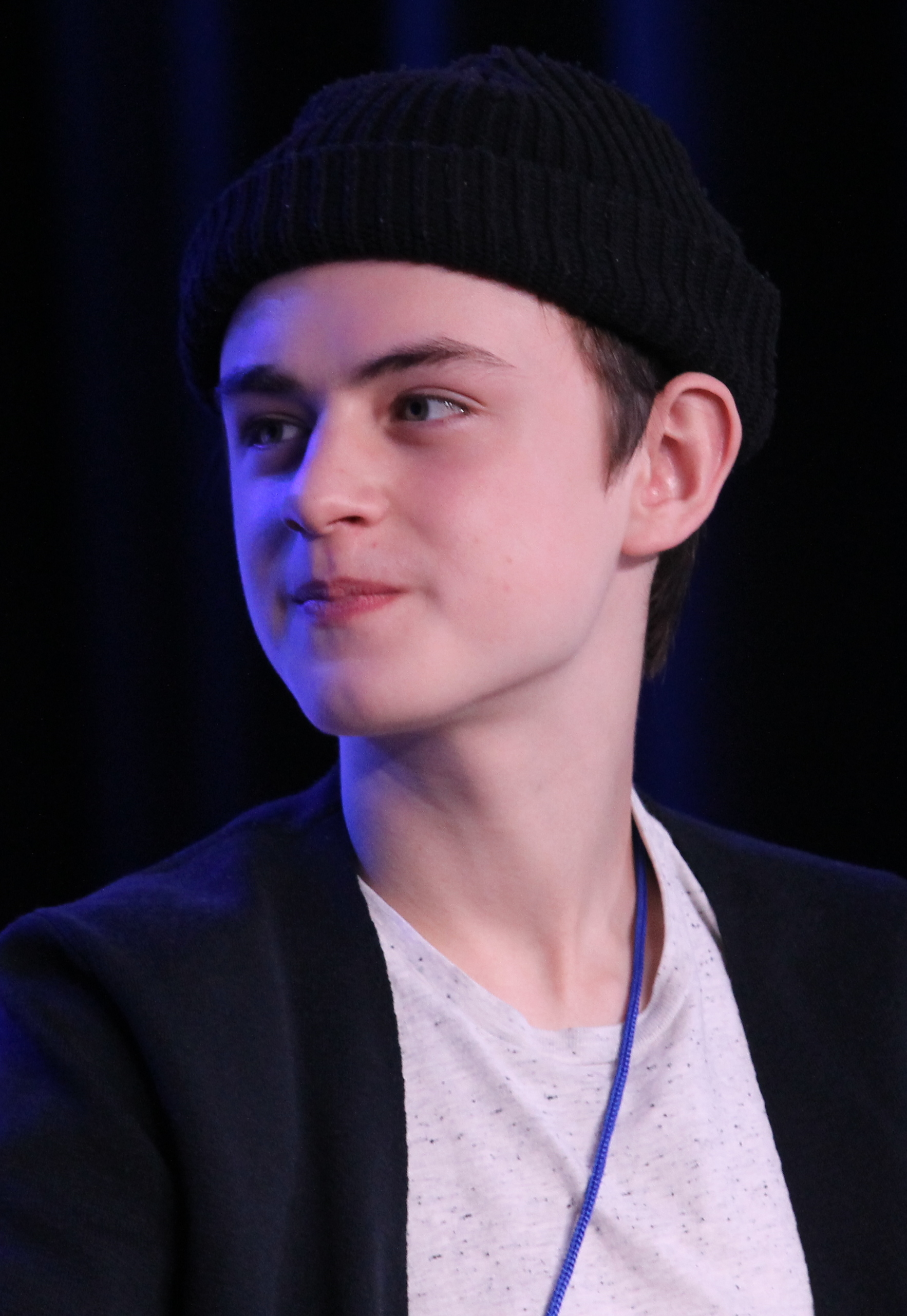
Jaeden Martell spielt Balthy

Owen Gleiberman beschreibt Our Hero, Balthazar in seiner Kritik für Variety als einen bissigen, kühnen und zuweilen überraschenden Film. Regisseur Oscar Boyson und sein Kodrehbuchautor Ricky Camilleri hätten sich dem Phänomen, wie eine neue, verlorene Jugendkultur der Mittelschicht Exhibitionismus über die Realität stellt, auf die Spur gemacht.
Ryan Lattanzio schreibt in seiner Kritik für IndieWire, Jaeden Martell hinterlasse in der Rolle des schwer verkorksten Balthy einen starken dramatischen Eindruck, und Asa Butterfield mit seinem Pathos und seinem toxischen Teenagerdasein gebe Our Hero, Balthazar den emotionalen Anker.